# Хрипенки
Хрипенки — деревня в Спасском районе Рязанской области, входит в состав Михальского сельского поселения.

## География
Деревня расположена на берегу речки Вокша в 5 км на северо-восток от центра поселения села Михали и в 19 км на северо-восток от райцентра города Спасск-Рязанский.

## История
Хрипенки в качестве сельца упоминаются в писцовых и межевых книгах Воронцова-Вельяминова 1636 года. В окладных книгах 1676 года «на Хрипенках» упоминается уже церковь Происхождения честного и животворящего Креста Господа Бога и Спаса нашего Иисуса Христа. По резолюции преосвященного Симона Хрипенки за малоприходством приписаны были к селу Горицы в 1781 году без особого причта. 
В XIX — начале XX века деревня входила в состав Киструсскуой волости Спасского уезда Рязанской губернии. В 1906 году в деревне было 66 дворов.
С 1929 года деревня входила в состав Горицкого сельсовета Спасского района Рязанского округа Московской области, с 1937 года — в составе Рязанской области, с 1957 года — в составе Михальского сельсовета, с 2005 года — в составе Михальского сельского поселения.

## Население
| 1859 | 1906 | 2010 |
| ---- | ---- | ---- |
| 288  | ↗490 | ↘8   |